# Шверштет (Вајмар)
Шверштет (њем. Schwerstedt) општина је у њемачкој савезној држави Тирингија. Једно је од 75 општинских средишта округа Вајмарер Ланд. Према процјени из 2010. у општини је живјело 347 становника. Посједује регионалну шифру (AGS) 16071085.

## Географски и демографски подаци
Шверштет се налази у савезној држави Тирингија у округу Вајмарер Ланд. Општина се налази на надморској висини од 204 метра. Површина општине износи 6,8 km². У самом мјесту је, према процјени из 2010. године, живјело 347 становника. Просјечна густина становништва износи 51 становника/km².